# Orchis globuleux
Traunsteinera globosa
Espèce
Statut CITES
L'orchis globuleux (Traunsteinera globosa) est une espèce d'orchidées terrestres européenne.

## Description

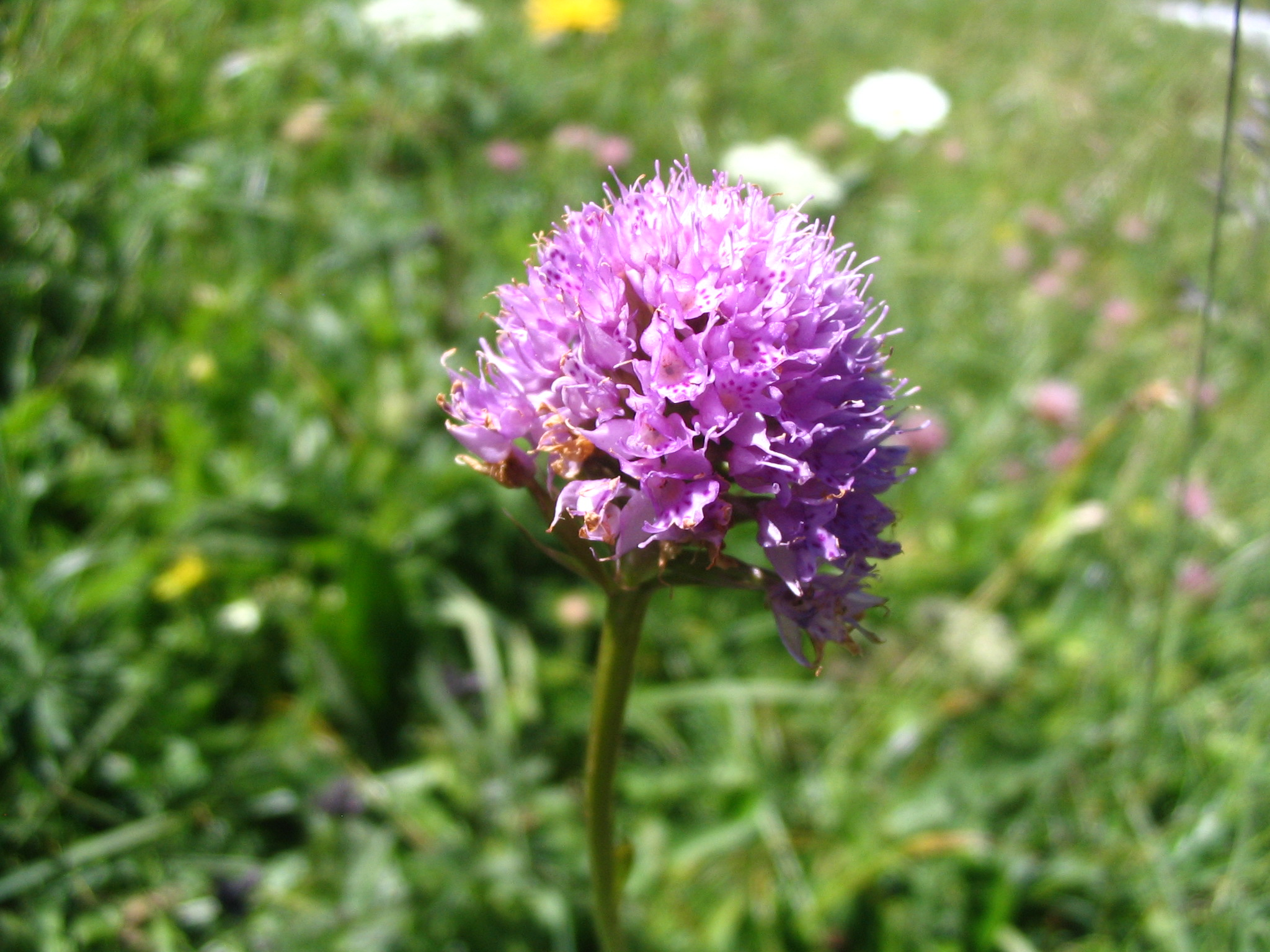
Orchis globuleux
Mont Margériaz, Savoie.

Les feuilles glauques, sont toutes portées par la tige, haute de 20 à 60 cm.
Fleurs roses ou mauves en épi très dense.
Fleurs à éperon court, labelle moucheté, lobes latéraux assez courts, pétales et sépales se terminant par un filet spatulé.

## Floraison
Mai à août.

## Habitat et répartition
Prairies calcaires, de 900 à 2 600 m. Des Pyrénées à proximité de la mer Noire.